# Судараж
45°45′ пн. ш. 18°34′ сх. д. / 45.75° пн. ш. 18.57° сх. д.
Судараж (хорв. Sudaraž) — населений пункт у Хорватії, в Осієцько-Баранській жупанії у складі громади Петловаць.

## Населення
Населення за даними перепису 2011 року становило 0 осіб.
Динаміка чисельності населення поселення:

## Клімат
Середня річна температура становить 11,02 °C, середня максимальна – 25,39 °C, а середня мінімальна – -6,02 °C. Середня річна кількість опадів – 626 мм.
| Клімат поселення                              | Клімат поселення | Клімат поселення | Клімат поселення | Клімат поселення | Клімат поселення | Клімат поселення | Клімат поселення | Клімат поселення | Клімат поселення | Клімат поселення | Клімат поселення | Клімат поселення | Клімат поселення |
| Показник                                      | Січ.             | Лют.             | Бер.             | Квіт.            | Трав.            | Черв.            | Лип.             | Серп.            | Вер.             | Жовт.            | Лист.            | Груд.            |                  |
| Середній максимум, °C                         | 5,85             | 7,80             | 12,47            | 17,14            | 22,38            | 25,39            | 25,20            | 24,90            | 20,70            | 15,24            | 9,15             | 5,22             |                  |
| Середня температура, °C                       | −0,1             | 1,88             | 6,51             | 11,20            | 16,44            | 19,47            | 21,25            | 20,95            | 16,78            | 11,30            | 5,20             | 1,30             |                  |
| Середній мінімум, °C                          | −6,02            | −4,08            | 0,60             | 5,26             | 10,51            | 13,52            | 17,33            | 17,02            | 12,81            | 7,39             | 1,29             | −2,61            |                  |
| Норма опадів, мм                              | 38               | 33               | 36               | 49               | 60               | 79               | 62               | 60               | 51               | 53               | 58               | 47               |                  |
| Середньомісячна швидкість вітру, м/с          | 2.50             | 2.70             | 3.00             | 2.90             | 2.54             | 2.32             | 2.30             | 2.10             | 2.10             | 2.23             | 2.40             | 2.50             |                  |
| Середньомісячна сонячна радіація, кДж/м²·день | 4180             | 6942             | 10912            | 15472            | 19300            | 21643            | 22110            | 20072            | 14820            | 9296             | 4708             | 3467             |                  |
| --------------------------------------------- | ---------------- | ---------------- | ---------------- | ---------------- | ---------------- | ---------------- | ---------------- | ---------------- | ---------------- | ---------------- | ---------------- | ---------------- | ---------------- |
| Джерело:                                      |                  |                  |                  |                  |                  |                  |                  |                  |                  |                  |                  |                  |                  |